# Heinrich Lüders (Orientalist)

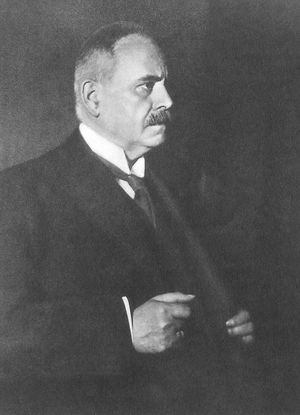
Heinrich Lüders

Heinrich Lüders (* 25. Juni 1869 in Lübeck; † 7. Mai 1943 in Badenweiler) war ein deutscher Orientalist und Indologe.

## Leben
Heinrich Lüders wuchs als Sohn von Friedrich und Hedwig Lüders (geb. Heym) in Lübeck auf, wo er Ostern 1888 das Katharineum mit dem Reifezeugnis verließ, um Germanistik an der Universität München und später Indologie an der Universität Göttingen zu studieren. Er wurde 1894 unter Franz Kielhorn mit einer Dissertation über die vyāsaśikṣā promoviert.
Von 1895 bis 1899 war Lüders am Indischen Institut der Universität Oxford tätig und lernte dort Max Müller kennen, dessen Beiträge zur Mythologie er aus dem Englischen übersetzte. 1898 verlieh ihm die Universität Göttingen die Lehrbefugnis als Privatdozent. Im selben Jahr habilitierte er sich mit einer Schrift Über die Grantharecension des Mahābhārata. Die Universität Rostock berief Lüders im Jahre 1903 zum außerordentlichen Professor. 1905 bis 1908 hatte er dann als ordentlicher Professor den Lehrstuhl für indische Philologie in Rostock inne. 1908 wechselte er in gleicher Eigenschaft auf eine Professur an der Universität Kiel, wo er allerdings nur ein halbes Jahr wirkte. 
Lüders erhielt 1909 einen Ruf an die Universität Berlin, wo er mehr als drei Jahrzehnte als Lehrstuhlinhaber für altindische Sprache und Literatur wirkte. Im Ersten Weltkrieg trat Lüders für weitreichende territoriale Annexionen und gegen einen Verständigungsfrieden ein. Nach dem Krieg schloss er sich der Deutschnationalen Volkspartei (DNVP) an 1927/28 unternahm er zusammen mit seiner Frau eine Studien- und Vortragsreise nach Indien. 1931/32 war er Rektor der Berliner Universität. Zu seinen namhaften Schülern in Berlin gehörten u. a. der Indologe Heinrich Zimmer sowie der Indologe und spätere Bibliothekar der Deutschen Morgenländischen Gesellschaft Wilhelm Printz.
Er wurde 1935 emeritiert und widmete sich hauptsächlich der Forschung, da ihm die Lehre aus politischen Gründen verwehrt wurde. Als sein Nachfolger wurde Bernhard Breloer berufen.
Lüders war verheiratet mit der Indologin Else Lüders (1880–1945).
1943 starb Lüders in einem Sanatorium in Badenweiler und wurde im kleinen Kreis seiner Familie in Freiburg eingeäschert; eine Gedenkstätte findet sich auf dem Waldfriedhof Berlin-Dahlem.

## Wissenschaftliche Arbeit und Wirkung
Den Schwerpunkt der wissenschaftlichen Arbeit Heinrich Lüders' bildete die Erschließung der in Pali und Sanskrit verfassten buddhistischen Literatur, basierend auf einem reichhaltigen Fundus alt-buddhistischer Erzählungen (Jakarta). Als ergänzenden Bestandteil seiner Textanalysen nutzte er die 'Sprache der Denkmäler', wodurch sich direkte Bezugspunkte zur indischen Archäologie ergaben.
Nach seiner Berufung an die Berliner Universität wirkte Lüders maßgeblich an der Auswertung der handschriftlichen Funde der "Turfan-Expeditionen" mit, die unter der Leitung von Albert Grünwedel und Albert von Le Coq in das Staatliche Museum für Völkerkunde gebracht worden waren.
Zu seinen besonderen Leistungen zählen darüber hinaus die Ergebnisse zur Sprachforschung mit Hilfe indischer Kriegsgefangener und die Abschrift alter indischer Handschriften.
Seine umfangreichen wissenschaftlichen Arbeiten hat Heinrich Lüders in vielen Veröffentlichungen dokumentiert. Die von ihm begonnenen Arbeiten an den Turfan-Handschriften wurden von seiner Ehefrau bis zu ihrem Tode fortgeführt.
Lüders' Wirken verdankt die Epigraphik unzählige wissenschaftliche Beiträge. Posthum erschienen zwei bedeutende Werke zu den Mathurā (1961) und den Bhārhut (1963) Inschriften.

## Mitgliedschaften und Ehrungen
1907 wurde er zum korrespondierenden Mitglied der Göttinger Akademie der Wissenschaften gewählt. Am 15. Juli 1909 wurde Lüders zum ordentlichen Mitglied der Preußischen Akademie der Wissenschaften berufen. 1915 wurde er Teil der „Königlich Preußischen Phonographischen Kommission“, deren Ziel es war, die etwa 250 Sprachen, die unter den Internierten der deutschen Kriegsgefangenenlager gesprochen wurden, zu erfassen. 1920 bis 1938 hatte er innerhalb der Akademie die Funktion des Sekretärs der Philosophisch-historischen Klasse inne. Seit 1922 war Lüders stellvertretender Vorsitzender der Deutschen Morgenländischen Gesellschaft. Im Dezember 1924 wurde er als korrespondierendes Mitglied in die Russische Akademie der Wissenschaften aufgenommen.
Lüders wurde 1924 Ritter des Ordens Pour le Mérite für Wissenschaft und Künste. 1931 wurde er des Ordens Vizekanzler. 1932 erhielt er die Goethe-Medaille für Kunst und Wissenschaft. Seit 1919 war Lüders Ehrenmitglied der Universität Rostock, seit 1928 Ehrenmitglied des Kern-Institutes in Leiden und seit 1931 Ehrenmitglied der Société asiatique in Paris. Im Jahre 1931 wurde er außerdem Ehrenmitglied der American Oriental Society und 1932 Ehrenmitglied der Royal Asiatic Society in London. 1941 wurde er Ehrenmitglied der Deutschen Morgenländischen Gesellschaft.

## Publikationen
- Philologica Indica. Ausgewählte kleine Schriften von Heinrich Lüders. Festgabe zum siebzigsten Geburtstage am 25. Juni 1939 dargebracht von Kollegen, Freunden und Schülern. Göttingen 1940.
- Mathura inscriptions. Unpubl. papers ed. by Klaus L. Janert. Göttingen 1961. Abhandlungen der Akademie der Wissenschaften in Göttingen. Philol.-hist. Klasse 3. Folge.
- Beobachtungen über die Sprache des buddhistischen Urkanons. Aus d. Nachlass hrsg. von Ernst Waldschmidt. Berlin 1954. Abhandlungen der Deutschen Akademie der Wissenschaften zu Berlin. Klasse für Sprachen, Literatur und Kunst.
- Kleine Schriften. Hrsg. von Oskar Hinüber (= Glasenapp-Stiftung, Bd. 7). Steiner, Wiesbaden 1973.